# 愛知万博の問題点
愛知万博の問題点（あいちばんぱくのもんだいてん）では、愛知万博に関連した個々の問題について記す。

## 開催前の問題点について

### 環境保護基準について
博覧会国際事務局 (BIE:Bureau International des Expositions) の定めた環境保護基準に合致していないのではないかと、BIEが計画の再考を促した。更には、世界自然保護基金・日本野鳥の会・日本自然保護協会の三者が万博協会のシンポジウムへの不参加を表明した。
万博協会内部でも、当時の最高顧問・堺屋太一が推奨する大規模な開発計画に対して、万博協会側は環境に配慮した省スペースで効率のよいシステムを求めていた等の意見相違があり、堺屋は就任から3ヶ月で最高顧問を辞した。そのため、木村尚三郎ら三人の助力を得て、協会が目指す万博計画を進めた。
会場を巡っては、当初、"瀬戸会場"のみで行われる予定であったが、会場予定地の海上の森で、絶滅危惧種に指定されているオオタカの営巣が確認されたことから、自然保護団体などの反対運動が起き、瀬戸会場の規模を縮小した上で、近くにある愛知青少年公園を活用することに計画が変更され、同公園が"長久手会場"として整備された。その他、ゴンドラの窓から地元住民の住宅の様子が見えてしまうという問題もあったが、地元住民の住宅付近を通過するときに液晶を用いた「調光フィルム」で窓を曇らせるという措置を取り、住民の了解を取り付けた。

### その他の開催前の問題について
- 1995年の参院選期間中に開催反対を唱えていた末広まきこが当選後、開催賛成に転じ、公約違反ではないかと言われた。2001年の参院選では落選した。
- 2002年10月17日の起工式で、万博反対派の瀬戸市議員1名と、地元選出の国会議員5名に招待状を送らなかった。

## 期間中の問題点について

### 飲食・ゴミについて
一般来場者の飲食に関して、当初は信仰や健康上などの理由を除き会場内へは一切持ち込み禁止であった。しかし批判がおき、開会直前に緩和されて菓子類、菓子パン、水筒などの持込はできるようになった。学校での引率を伴った遠足などでは弁当の持ち込みは許可されていた。
一般来場者の飲食に関して、会場内施設やコンビニエンスストアを利用する場合もある。高級レストランも食事を販売している関係上、値段が高い施設もあり、「儲け主義が過ぎる」という批判がある。また環境に対する配慮として「それで良いのか」との疑問の声も上がっていた。
一方で、100円で購入出来るジュースの自動販売機（全体的にペットボトルは少なくカップが多い）や、通常のコンビニと同等の価格設定のコンビニも会場内に4店舗（内、ゲート内に3店舗）設置されていたので、問題ないという意見もある。しかし、コンビニに品物を買う長蛇の列が出来るといった問題が発生していたという。

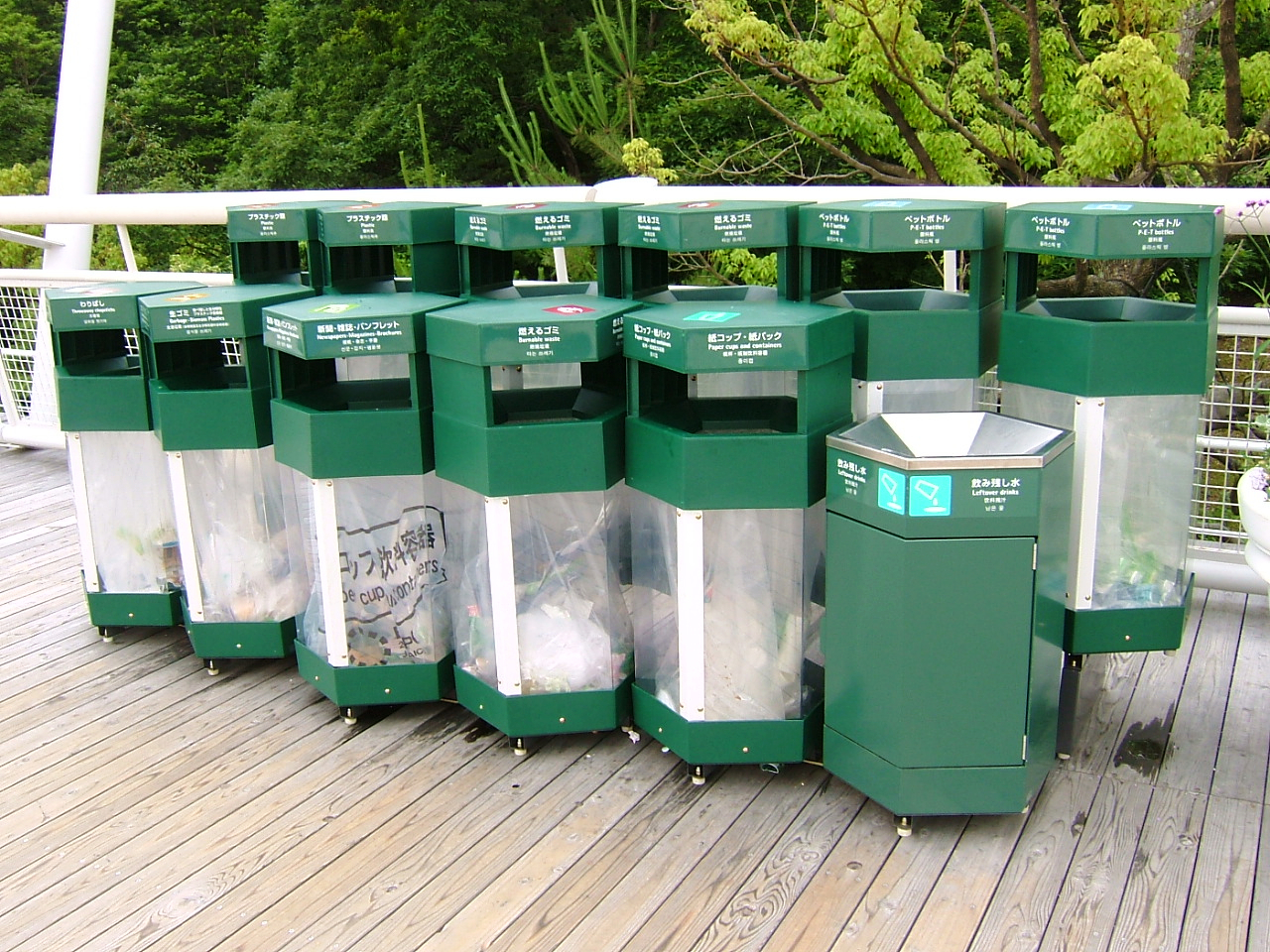
会場内に設置されていたゴミ箱

2005年3月30日、小泉首相が経済産業省と万博協会に対して持ち込み規制の緩和化を検討するよう指示を出し、4月1日から、弁当については自家製調理のものに限り持ち込みが可能となった。ただ、遠方から来場する客の場合は自家製調理弁当の持込はかなり難しかった。
その一方で、レストラン側も本来は持ち込みを規制するという契約のもとで運営していた事もあり、持ち込みによる来客数や売り上げへの減少が懸念された。これについては契約違反との声があり、更なる問題へと発展する可能性もあった。
会場内でのゴミは9種類に分別して捨てなくてはならなかった。ゴミ箱前にアシスタントがいるが、分別に慣れていない人が間違った分別をしたり、分別せずに捨てたり、持ち込み禁止のはずの缶類が捨ててあったり、弁当の持ち込み解禁によりゴミの量が増えたといったゴミに関する問題が表面化した。これらは、これからのためにも運営者の手際の良さが問われるところだった。

### その他、期間中の問題等について
- 人気パビリオンの混雑
  - VIP来場による警備
- マスコミ関係者の傍若無人な振る舞い
- パビリオン事前予約済み入場券のオークション販売
  - パビリオンの事前予約が取れない
- 第三セクター・民間経営の駐車場
  - 帰宅者集中に伴う愛知高速交通東部丘陵線(リニモ)の大混雑
- エリア間の移動手段がほとんど利用できず、帰る頃には足が重くなっている。
- エキスポ・オールスターズ・パレードの事故[1]

- 消防事務、安全確保

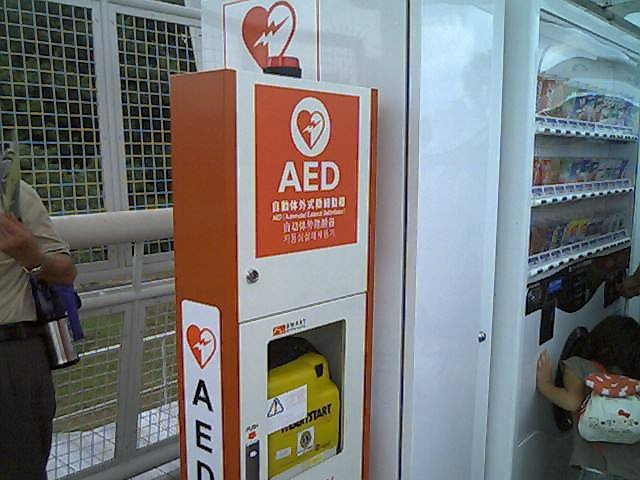
会場内に設置されていたAED
2005年9月10日撮影

  - 安全確保については、同協会が会場内にゴルフ用カートを改造した専用の救急カート（バックボードや応急手当キットを搭載）、自動体外式除細動器（AED）を大量に配備。特に、AEDについては使用例が報告されている[2]。
  - 消防事務に関しては、瀬戸市・長久手町の各消防本部が消防機関を設置。長久手会場内には長久手町消防本部万博消防署が、瀬戸会場には瀬戸市消防本部万博分署が設置された。隊員は県内の各消防本部から数名ずつ派遣され、消防車の一部は万博を運営する財団法人2005年日本国際博覧会協会から寄贈を受けたり、名古屋市をはじめ県内の消防本部から貸し出しを受けた。両署には高規格救急車と水槽付きポンプ自動車が1台ずつ、ほかには長久手側に救助工作車やはしご車が配備された。また、ふれあい広場と呼ばれる消防車の一般公開イベントも開催された。
  - 消防機関は閉幕後の2005年9月30日に解散。両署は期間中に火災などの消火活動や、体調不良を訴えたりけがをした来客者の搬送を実施した。下の表は会場別の救急出動件数と火災件数の統計である。

| 会場   | 救急出動件数 | 火災件数 |
| ------ | ------------ | -------- |
| 長久手 | 929          | 2        |
| 瀬戸   | 107          | 0        |

## 閉幕後の問題点について

### 外国人スタッフの失踪について
愛知万博のためのスタッフとして入国した外国人のうち、30名以上が失踪した。失踪者には実際にパビリオンで働いていなかった者も含まれていた。